# 2007 TU24
2007 TU24 est un astéroïde Apollon potentiellement dangereux découvert par le Catalina Sky Survey (Arizona), le 11 octobre 2007. Le 29 janvier 2008, il est passé à 554 178 km de la Terre, soit à une distance équivalent à 1,4 fois la distance Terre-Lune.